# Jørgen Klubien

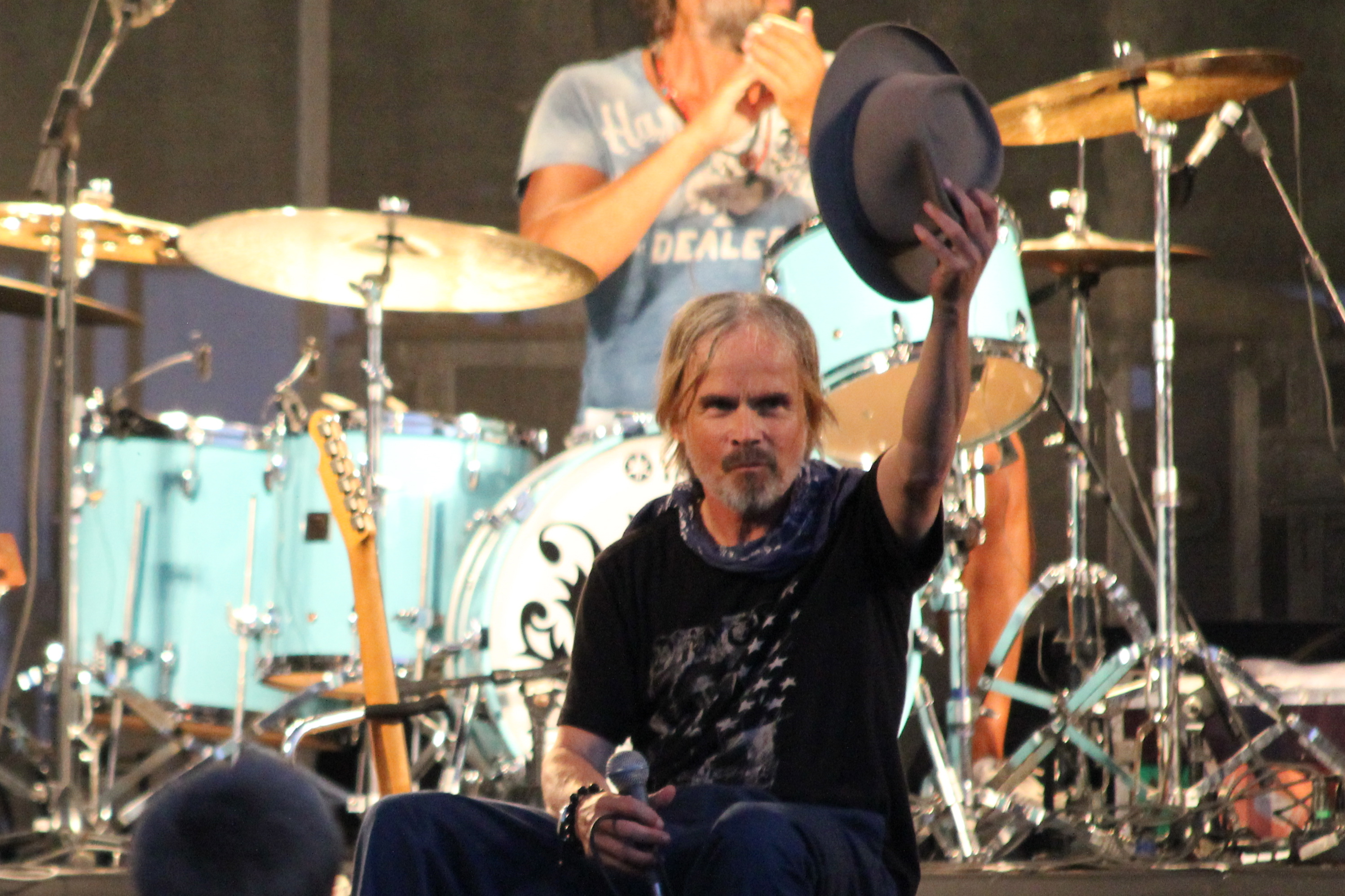
Jørgen Klubien

Jørgen Klubien (* 20. Mai 1958 in Kopenhagen) ist ein dänischer Sänger, Illustrator und Songwriter.

## Leben
Bekannt wurde Klubien vor allem als Leadsänger der 1984 gegründeten dänischen Popgruppe „Danseorkestret“ sowie durch seine Arbeit an den Animationsfilmen Nightmare Before Christmas, Der König der Löwen, Das große Krabbeln, Cars und Frankenweenie.
2014 veröffentlichte Klubien sein erstes Soloalbum Soul Cowboy. Im selben Jahr trat er in der dänischen Serie Toppen af Poppen auf.